# Dolophilodes duplex
Dolophilodes duplex är en nattsländeart som beskrevs av Schmid 1964. Dolophilodes duplex ingår i släktet Dolophilodes och familjen stengömmenattsländor. Inga underarter finns listade i Catalogue of Life.